# Giovanni Paolucci (Regisseur)
Giovanni Paolucci (* 24. Juni 1912 in Pallanza; † 21. März 1964 in Rom) war ein italienischer Dokumentarfilmer und Filmregisseur.

## Leben
Paolucci machte einen Abschluss in Rechtswissenschaften und schrieb sich dann am Centro Sperimentale di Cinematografia ein, wo er von 1938 bis 1941 studierte. Parallel dazu betätigte er sich als Amateurfilmer und schrieb für Filmperiodika wie „Bianco e Nero“ und „Cinema“ oder Zeitungen wie „Il Giornale di Brescia“. Ab 1941 wirkte er dann als Dokumentarfilmer und legte eine stattliche Anzahl Arbeiten bis ins Jahr 1962 vor, von denen einige zu den Besten gezählt werden, die in Italien gedreht wurden; La montagna di cenere aus dem Jahr 1953 z. B. wurde vielfach prämiert.
Daneben drehte Paolucci – während des Zweiten Weltkrieges als Regieassistent und Filmeditor für das Kino tätig – auch drei Spielfilme nach eigenen Drehbüchern; seinen ersten bereits 1946. Preludio d’amore profitierte vor allem von der herausragenden Fotografie durch Piero Portalupi. Auch Gli orizzonti del sole fand Beachtung als bemerkenswerter Jugendfilm. Für einige Werke anderer Regisseure schuf er Vorlagen oder wurde (wohl aus steuerlichen Gründen) als italienischer Spielleiter geführt, so auch bei Michael Cacoyannis’ Il relitto und Anthony Manns El Cid.
Paolucci starb mit knapp 52 Jahren.

## Filmografie (Auswahl)
Dokumentarfilme
- 1941: Portofino
- 1953: La montagna di cenere
- 1960: Operazione Blooming

Spielfilme
- 1946: Preludio d’amore (& Drehbuch)
- 1955: La tua donna (& Drehbuch)